# Vater unser (Roman)
Vater unser ist der Debütroman der österreichischen Autorin Angela Lehner, welcher 2019 vom Berliner Verlag Hanser veröffentlicht wurde. Der 284-seitige Roman wird aus der Sicht der psychisch gestörten Eva Gruber erzählt, welche in eine psychiatrische Anstalt eingeliefert wird, weil sie behauptet, eine Kindergartenklasse erschossen zu haben.

## Inhalt

### Teil 1: Der Vater
Eva Gruber wird als Patientin ins Wiener Otto-Wagner-Spital, einer psychiatrischen Anstalt, eingeliefert. Sie behauptet eine Kindergartenklasse erschossen zu haben. In der Anstalt wird sie vom leitenden Psychiater Doktor Korb empfangen, der sie auch während ihres Aufenthaltes betreut. Eva besucht diverse Therapien und Sprechstunden, wobei sie öfters von ihrer Kindheit erzählt. Meist erzählt sie von ihrem Vater, wie er sie zum Beispiel mit einer Bierflasche erschlagen wollte oder wie er Eva und Bernhard als Kinder sexuell missbraucht hat und später Selbstmord begeht.
In der Anstalt erfährt Eva, dass ihr Bruder Bernhard wegen seiner Magersucht ebenfalls eingeliefert wurde. Sie versucht Kontakt mit Bernhard aufzunehmen, er ist jedoch zu Beginn nicht immer kooperativ. Somit freundet sich Eva mit Adriana Meisner, einem Mädchen, welches viel mit Bernhard unterwegs ist, an. Eva nennt sie aufgrund ihrer großen Ohren Dumbo. Bernhard ist zu Beginn nicht erfreut, dass Eva versucht sich ihm und Dumbo zu nähern. Später konfrontiert Eva Bernhard und erzählt ihm ihren Plan, aus der Anstalt zu fliehen, um ihren Vater umzubringen. Bernhard reagiert sehr schockiert und meint, sie können den Vater nicht umbringen. Einige Zeit darauf taucht ihre Mutter unerwartet in der Klinik auf.

### Teil 2: Der Sohn
Die Mutter versucht den Kontakt zu Eva aufzubauen und sie zwischendurch zu besuchen. Eva weigert sich jedoch diese Annäherungsversuche anzunehmen. Bernhard hingegen verbringt viel Zeit mit der Mutter, was Eva missfällt. Die Mutter organisiert später eine Familientherapie, während Dieter Korb meint, dass Eva eine narzisstische Persönlichkeit habe. Eva stimmt Korb zu, jedoch meint sie, dass sie trotzdem als Einzige versucht die Familie zu retten.
Später kollabiert Bernhard aufgrund seiner Unterernährung und wird in die medizinische Abteilung gebracht. Eva bleibt während seines Aufenthaltes die ganze Zeit an seiner Seite. Sie ist davon überzeugt, dass die Krankheit ihres Bruders die Schuld des Vaters ist und dass er gesund werden würde, wenn der Vater tot wäre. Die Mutter plant Bernhard in ein Spital zu überweisen, damit er die richtigen Behandlungen erhält. Eva ist damit nicht einverstanden und behauptet, dass sie alles ist, was Bernhard braucht. Kurz darauf findet Eva Doktor Korb erhängt in seinem Büro vor. Sie sieht seinen Selbstmord als ein Zeichen, dass es ihre Aufgabe ist, Bernhard zu retten und mit ihm zu fliehen, um den Vater umzubringen.

### Teil 3: Der Heilige Geist
Eva entführt mithilfe einer Fußpflegerin Bernhard aus der Anstalt. Sie sind mit dem Auto unterwegs und nach einiger Zeit schafft es Eva endlich Bernhard zu überreden ihr beim Mord des Vaters mitzuhelfen. Bernhard geht es jedoch aufgrund seiner fehlenden Behandlung schlechter und Eva beschließt in einer Scheune zu übernachten. Am nächsten Morgen fahren sie weiter und während der Fahrt will Bernhard plötzlich, dass Eva anhält. Er beginnt am Selbstmord von Korb zu zweifeln und flüchtet in den nächstgelegenen Wald. Als Eva Bernhard wiederfindet, merken sie, dass sie sich verlaufen haben. Sie gehen zusammen im Wald weiter, bis sie zu einem Bauernhof gelangen, wo sie von einem Bauern Hilfe bekommen. Er fährt sie zu sich nach Hause, wo sie von ihm und seiner Frau versorgt werden. Eva hilft dem Bauer beim Fischen und Bernhard der Bäuerin beim Brotbacken. Beim Abendessen isst auch Bernhard und Eva sieht, wie es ihm besser geht. In der Nacht wird Eva von einem Würgegeräusch aufgeweckt. Bernhard sitzt auf dem Boden und erbricht das Essen wieder, da sein Körper nicht mehr an Nahrung gewöhnt ist. Eva versorgt ihn und geht wieder schlafen. Am nächsten Morgen ziehen Eva und Bernhard, ohne sich zu verabschieden, weiter. Nach mehreren Stunden kommen sie in der Stadt, in der sie aufgewachsen sind, an. Eva stiehlt ein Fahrrad und fährt Bernhard und sich zu ihrem alten Haus. Dort lässt sie Bernhard im Schuppen neben dem Haus schlafen und holt ein Messer aus der Tasche, welches sie vom Bauern gestohlen hat. Sie macht sich auf dem Weg zum Haus, um den Vater zu ermorden, findet dieses aber verlassen vor. Sie kehrt zu Bernhard zurück und schläft ein. Am nächsten Morgen wird Eva von einer zugeschlagenen Autotür geweckt. Sie hört die Stimme ihrer Mutter und die eines Mannes. Eva erkennt den Mann als Korb, dieser sollte jedoch nach seinem Selbstmord nicht mehr am Leben sein. Sie erinnert sich an verschiedene Szenen aus ihrer Kindheit, darunter die Beerdigung ihres Vaters. Eva geht zu Bernhard und trägt ihn in den Wald, wo sie ihn auf den Boden legt.
Das Ende von Vater Unser ist nicht eindeutig. Man weiß nicht genau, wer der Mann ist, der mit der Mutter zum Haus kommt. Vermutlich hat der Vater Selbstmord begangen als Eva und Bernhard noch klein waren, aber ob dies nun bedeutet, dass Doktor Korb noch lebt, ist ebenfalls unklar. Außerdem lässt das Ende des Textes offen, ob Bernhard in den letzten Szenen wegen seiner Unterernährung gestorben ist.

## Figuren
Eva Gruber
Sie ist Protagonistin und wird zu Beginn des Romans in eine psychiatrische Klinik eingewiesen, weil sie behauptet eine Kindergartenklasse erschossen zu haben. Sie hat eine narzisstische Persönlichkeitsstörung und ist nicht vertrauenswürdig. Ihre Aussagen stellen sich oft als Lügen heraus und selbst der Leser kann ihr nicht vertrauen. Sie neigt zu Gewaltausbrüchen und ist dreist. Zudem leidet sie unter den Folgen der traumatischen Erlebnisse aus ihrer Kindheit. Sie wurde christlich erzogen, hat jedoch keine gute Beziehung zur Religion. Sie kümmert sich um Niemanden außer sich selbst und Bernhard, für welchen sie ein stark ausgeprägtes Verantwortungsgefühl hat.
Bernhard Gruber
Bernhard ist Evas Bruder. Er leidet unter einer Essstörung, weswegen er sich ebenfalls in der Klinik befindet. Im Gegensatz zu Eva wirkt er vertrauenswürdig und rational. Er versucht sich zu bessern und seine Probleme zu bewältigen. Seine Beziehung zu Eva ist kompliziert. Sie fühlt sich für ihn verantwortlich, doch er vertraut ihr nicht, weil sie ihn in der Vergangenheit bereits einmal im Stich gelassen hat.
Doktor Korb
Doktor Korb ist der psychiatrische Leiter der Klinik. Er ist gleichzeitig der zugeteilte Psychiater von Eva und führt mehrere Therapiestunden mit ihr durch. Sein Charakter ist zu Beginn eher langweilig und trocken. Später lässt er jedoch während der Therapiestunden einige unangebrachte und uncharakteristische Bemerkungen raus. Dies lässt an der Glaubwürdigkeit des Bildes zweifeln, welches wir durch Eva von ihm haben. Auch sein Selbstmord am Ende des zweiten Teils des Romans ist zu hinterfragen. Dem Leser ist am Ende unbekannt, ob er wirklich Suizid begangen hat, oder ob dies nur ein Hirngespinst von Eva war.
Adriana Meisner/ Dumbo
Sie wird von Eva Dumbo genannt, aufgrund ihrer großen Ohren. Sie ist eine Freundin/Kollegin von Bernhard und leidet ebenfalls unter Magersucht. Im Verlaufe der Geschichte wird sie aus der Klinik entlassen, dabei ist aber unklar, ob sie wirklich gesund ist, oder ob sie nur von Eva dazu angestiftet wurde, so zu tun.
Berta
Sie arbeitet in der Klinik und ist eine Kollegin von Eva. Sie verhilft Eva zur Flucht. Sie hat eine massige Figur mit einer großen Oberweite.
Die deutsche Ärztin
Sie ist eine deutsche Ärztin, welche im Otto-Wagner-Spital arbeitet. Sie hat blonde Haare, eine Brille und ist stark geschminkt. Zu Beginn ist sie freundlich zu Eva, aber nachdem sie herausfindet, dass Eva sie angelogen hat, entsteht ein Konflikt zwischen den beiden.
Mutter
Sie ist die Mutter von Eva und Bernhard. Sie hat ein sehr schlechtes Verhältnis zu Eva, während ihr Verhältnis zu Bernhard etwas besser ist. Sie versucht erneut eine Beziehung zu ihren Kindern aufzubauen, worauf Eva nicht eingeht. Ihr Name ist nicht bekannt, sie wird ausschließlich „Die Mutter“ oder „Frau Gruber“ genannt.
Vater
Er ist der Vater von Eva und Bernhard. Er hat seine Kinder wiederholt sexuell missbraucht und war vermutlich Alkoholiker. Einerseits behauptet Eva er habe in ihrer Kindheit Selbstmord begangen, andererseits ist es im Verlaufe des Romans ihr großes Ziel den Vater umzubringen, welcher angeblich glücklich mit seiner neuen Familie lebt, nachdem er Eva und Bernhard und deren Mutter verlassen hat. Ob er nun lebt oder nicht, ist dem Leser nicht bekannt. Sein Name ist ebenfalls nicht bekannt, er wird ausschließlich „Der Vater“ genannt.

## Analyse und Interpretation

### Themen

#### Religion
Titel

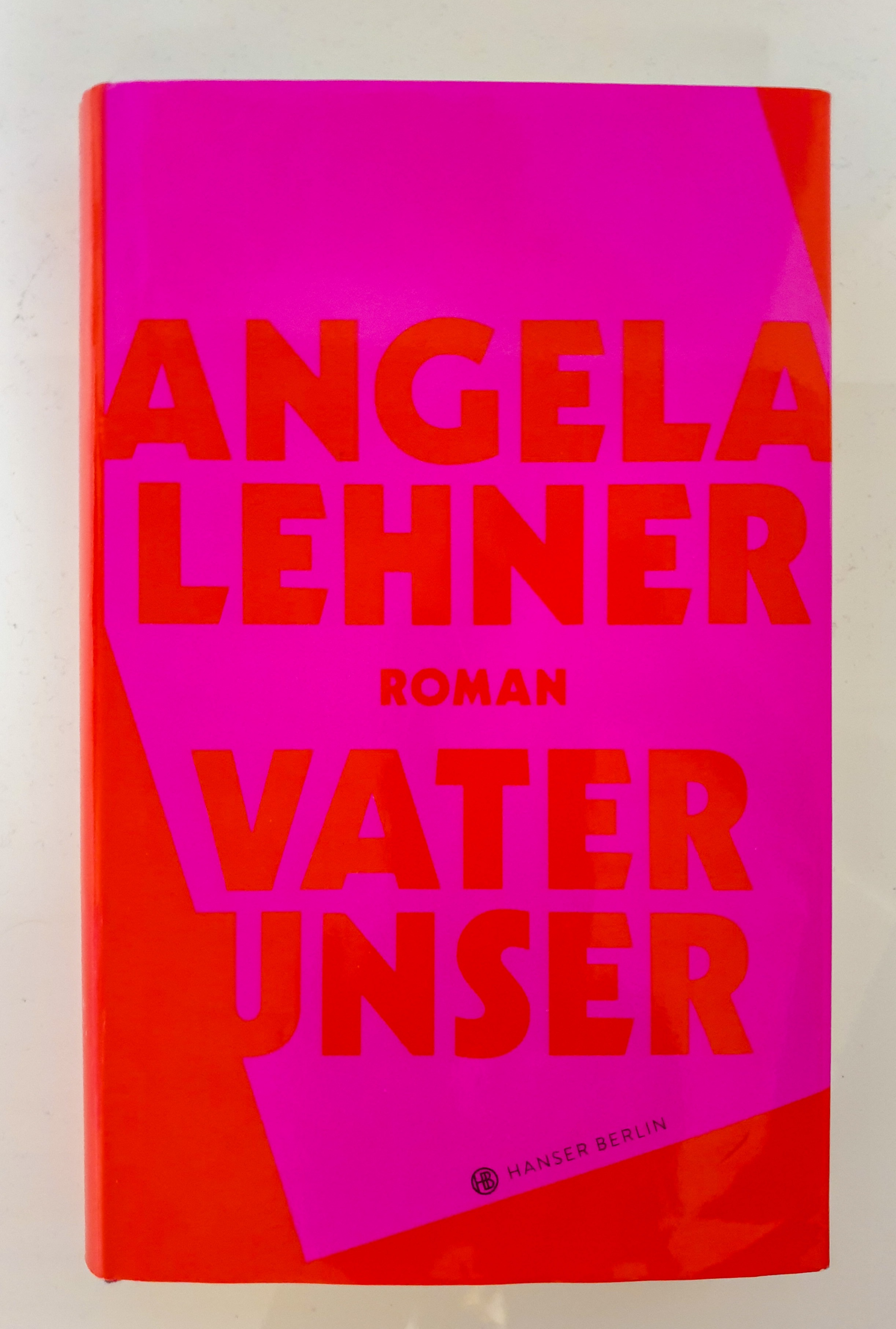
Buchumschlag (2019) von „Vater unser“

Der Titel “Vater Unser” ist einerseits eine Anspielung auf das gleichnamige, christliche Gebet, welches Eva in ihrer Kindheit auswendig lernen musste, was mit einem schmerzlichen Erlebnis verbunden ist. Andererseits stellt er auch den Vater ins Zentrum, da dieser evident der Hauptgrund für Evas und Bernhards traumatische Kindheit ist. Der Titel kombiniert somit die zwei Dinge, welche in Evas Kindheit die zentralste und prägendste Rolle spielten.
Aufbau
Der Roman ist in drei Teile gegliedert und diese Teile sind weiter in Kapitel aufgeteilt. Jeder der drei großen Teile ist nach einem Teil der Trinität benamst. Diese Struktur symbolisiert, sowie bei der Wesenseinheit Gottes, die Aufteilung und gleichzeitig die Einigkeit des Ganzen. Dies könnte übertragen werden auf die drei wichtigsten Figuren im Text. Der erste Teil ist repräsentierend für den Vater, also Evas und Bernhards Vater. Der zweite Teil für den Sohn, also Bernhard. Und der dritte Teil für den Heiligen Geist, welcher Eva repräsentieren würde. Sowie die drei Personen Gottes, sind diese drei Figuren einzelne Teile und gehören trotzdem unumstritten zur gleichen Einheit, in diesem Fall zur gleichen Familie. Sie sind nicht zu trennen, sowie das Schicksal von Bernhard und Eva nicht vom Vater zu trennen ist. Auch wenn dieser schon lange nicht mehr Teil ihres Lebens ist, wird er immer ein Teil der Personen ausmache, zu denen sie herangewachsen sind. Einen inhaltlichen Fokus auf eine Figur ist in den drei Teilen jedoch nicht zu erkennen.

#### Familie
Der Roman beschäftigt sich ausgiebig mit dem Thema Familie, besonders wie die Kindheit von den Eltern beeinflusst wird. Durch ihren mental instabilen Vater, welcher sie misshandelte, wurden Eva und Bernhard für ihr Leben geprägt. Sie tragen beide schwerwiegende Folgen davon, mit denen sie bis ins erwachsene Leben noch kämpfen. Als Kinder waren sie den Launen der Eltern ausgeliefert und müssen nun als Erwachsene die Folgen der Fehler der Eltern tragen. Die Eltern selbst (besonders der Vater) haben dabei mit ihren eigenen psychischen Problemen und möglicherweise traumatischen Vergangenheiten zu kämpfen.

#### Psychische Gesundheit
Im Text werden verschiedene Arten von mentalen Krankheiten repräsentiert, doch besonders zentral ist Evas Zustand. Sie leidet an Soziopathie. Gleichzeitig verdrängt sie einen großen Teil ihrer Kindheit aufgrund der traumatischen Erlebnisse. Dies geht so weit, dass sich in ihrem Kopf eine Mischung zwischen ihrer eingebildeten, alternativen Welt und der realen Welt bildet. Sie kann selbst nicht mehr unterscheiden, was wahr und was erfunden ist. Dies führt dazu, dass auch der Leser nie weiß, was wahr ist und was nicht, weil er alles aus ihrer Perspektive mitbekommt. Evas Bruder Bernhard kämpft mit einer Essstörung und ist durchgehend unterernährt. Auch dies ist, besonders nach Evas Überzeugung, Schuld des Vaters. An Eva und Bernhard werden die Auswirkung eines sexuellen Missbrauchs im Kindesalter aufgezeigt. Beim Vater selbst waren vermutlich auch mentale Krankheiten, wie Depressionen und Alkohol- und Nikotinabhängigkeit vorhanden.

### Intertextualität
Im Text sind vermehrt intertextuelle Bezüge zur Bibel zu finden, was hinsichtlich der zentralen Rolle von Religion im Roman wenig überrascht. Besonders auffällig ist dies aber im Kapitel „Große Frau“ aus dem dritten Teil. Dort behauptet Bernhard er könne nicht aufstehen, kann es jedoch problemlos, nachdem er von der großen Frau dazu aufgefordert wird. Dies ist eine direkte Anspielung auf die Heilung eines Gelähmten aus der Apostelgeschichte. Im selben Kapitel essen die Figuren Brot und Fisch, was eine Anspielung auf die wundersamen Brotvermehrung ist.

## Auszeichnungen
- 2019: Franz-Tumler-Literaturpreis[1]
- 2019: Literaturpreis Alpha[2]
- 2019: Debütpreis des Österreichischen Buchpreises[3]
- 2020: Rauriser Literaturpreis[4]